# Washingtoni Állami Egyetem (Spokane)
A Washingtoni Állami Egyetem spokane-i kampuszán az intézmény egészségtudományi képzései folynak. A belváros szélén található iskola kancellárja Daryll DeWald.
Az Elson S. Floyd Orvostudományi Főiskola növekedésének köszönhetően a 2018-as tanévben 1677 hallgató iratkozott be, ez 3,8%-os növekedés az előző évhez képest; ebbe az alap- és mester-, valamint a doktori képzésen résztvevők is beletartoznak. Az intézmény oktatói létszáma 2019 tavaszán 313 fő.

## Oktatás
A campuson egészségtudományi-, gyógyszerészeti-, ápolói-, egészségpolitikiai-, adminisztratív-, beszéd- és hallástudományi-, dietetikai és edzéstudományi-, oktatási- és büntetőjogi képzés folyik. A kutatási területek az alvás és teljesítmény kapcsolatára, rákra, szellemi egészségre, molekuláris biológiára és droghasználatra terjednek ki.
A korábban Riverpoint Campusnak nevezett, az egykor vasúti járműtelepként hasznosított területen fekvő épületet a WSU a Kelet-washingtoni Egyetemmel közösen használja. Az egyetemi negyedet más kampuszokkal együtt Booth Gardner kormányzó 1989-es rendelete jelölte ki; a WSU Igazgatótanácsa 2010-ben döntött úgy, hogy Spokane-ben folytatja egészségtudományi képzéseit.
A gyógyszerészeti- és egészségtudományi programokhoz érkezett állami- és magántámogatásoknak köszönhetően a Gyógyszerészeti Főiskola 2013-ban teljes egészében az új campusra költözött, 2015-ben pedig létrejött az Elson S. Floyd Gyógyászati Főiskola.
Az Empire Health Foundation, a Providence Health Care és a WSU Spokane által létrehozott konzorcium által elnyert szövetségi támogatásnak köszönhetően nőtt a felvehető rezidensek száma, valamint a helyek majdnem mindegyike ide került át Kelet-Washingtonból. A rezidensek és hallgatók által üzemeltetett, az alacsonyabb jövedelműeket kiszolgáló klinika 2016-ban nyílt meg.

## Fordítás
Ez a szócikk részben vagy egészben  a   Washington State University Spokane című angol Wikipédia-szócikk ezen változatának fordításán alapul.  Az eredeti cikk szerkesztőit annak laptörténete sorolja fel. Ez a jelzés csupán a megfogalmazás eredetét és a szerzői jogokat jelzi, nem szolgál a cikkben szereplő információk forrásmegjelöléseként.